# The Very Best of Bikini
A The Very Best of Bikini a magyar Bikini együttes 2009-ben megjelent kétlemezes válogatásalbuma. A lemezen a zenekar két és fél évtizedes történetének (kivéve az Ős-Bikini korszakot) legkedveltebb dalai hallhatóak, méghozzá valamennyi újra feljátszva. A dalokat a zenekar választotta, de megszavaztatták a közönséget is arról, hogy melyiket szeretnék még, hogy felkerüljön: a győztes a "Ne legyek áruló" lett, de mivel a második helyezett "A világ végén" is közel annyi szavazatot kapott, ezért azt is felvették.

## Számok listája

### CD1
| #  | Cím                      | Albumról                      | Hossz |
| -- | ------------------------ | ----------------------------- | ----- |
| 1  | Ébredés után             | Mondd el                      | 4:08  |
| 2  | Lóhere                   | Mondd el                      | 4:25  |
| 3  | Olcsó vigasz             | A sötétebbik oldal            | 4:06  |
| 4  | Lassan szopogasd         | Ezt nem tudom másképp mondani | 3:43  |
| 5  | Őrzöm a lángot           | Őrzöm a lángot                | 3:44  |
| 6  | Széles-tágas             | Ha volna még időm             | 4:30  |
| 7  | Valaki kéne              | Álomból ébredve               | 4:09  |
| 8  | Magányos nap             | Őrzöm a lángot                | 4:13  |
| 9  | A férfi megy, a nő marad | Közeli helyeken               | 4:02  |
| 10 | Már semmit sem érzek     | A szabadság rabszolgái        | 6:34  |
| 11 | Rossz idők               | Őrzöm a lángot                | 5:33  |
| 12 | Nehéz a dolga            | Mondd el                      | 3:42  |
| 13 | Megüssem vagy ne üssem   | Mondd el                      | 3:43  |
| 14 | Fagyi                    | Mondd el                      | 2:36  |

### CD2
| #  | Cím                           | Albumról                      | Hossz |
| -- | ----------------------------- | ----------------------------- | ----- |
| 1  | A mennyország felé            | Őrzöm a lángot                | 3:42  |
| 2  | Ne legyek áruló               | Ha volna még időm             | 3:36  |
| 3  | Ezt nem tudom másképp mondani | Ezt nem tudom másképp mondani | 4:27  |
| 4  | Itthon vagyok                 | Közeli helyeken               | 4:12  |
| 5  | Könnycsepp a mennyből         | A világ végén                 | 4:03  |
| 6  | Ha volna még időm             | Ha volna még időm             | 4:46  |
| 7  | Minden úgy történt            | Őrzöm a lángot                | 4:44  |
| 8  | Angyali üdvözlet              | Angyali üdvözlet              | 5:01  |
| 9  | Legyek jó                     | Ha volna még időm             | 3:11  |
| 10 | A világ végén                 | A világ végén                 | 5:15  |
| 11 | Közeli helyeken               | Közeli helyeken               | 4:26  |
| 12 | Ki visz haza                  | A sötétebbik oldal            | 3:53  |
| 13 | Mielőtt elmegyek              | Ezt nem tudom másképp mondani | 4:23  |
| 14 | Adj helyet                    | Mondd el                      | 4:03  |

## Közreműködtek
- D. Nagy Lajos - ének, vokál
- Németh Alajos - basszusgitár, billentyűs hangszerek, programok, hangmérnök, producer
- Lukács Peta - gitár, Hammond orgona, szintetizátor, vokál, digitális mastering
- Makovics Dénes - szaxofon
- Bördén Szabolcs - szintetizátor
- Mihalik Viktor - dobok
- Pacziga Linda - vokál
- Lengyel P. László, Fülöp Csaba - fényképek
- Komoretto Gábor - borítóterv